# Artaise-le-Vivier

Artaise-le-Vivier este o comună în departamentul Ardennes din nordul Franței. În 1 ianuarie 2022 avea o populație de 64 de locuitori.